# Méditerranée (film)
Pour les articles homonymes, voir Méditerranée (homonymie).
Pour plus de détails, voir Fiche technique et Distribution.
Méditerranée est un film expérimental français de Jean-Daniel Pollet, réalisé en 1963.

## Synopsis
Réalisé à partir de rushes tournés par Jean-Daniel Pollet, un voyage subjectif à travers la civilisation, les lieux et les lumières du bassin méditerranéen, sur un texte de Philippe Sollers et une musique d'Antoine Duhamel.

## Fiche technique
- Titre français : Méditerranée
- Réalisation : Jean-Daniel Pollet, avec la collaboration de Volker Schlöndorff
- Texte : Philippe Sollers
- Image : Jean-Daniel Pollet et Jean-Jacques Rochut
- Son : Claude Lerouge
- Musique : Antoine Duhamel
- Montage : Jackie Raynal
- Production : Barbet Schroeder
- Société de production : Films du Losange
- Pays de production : France
- Format : Couleurs - 1,66:1
- Genre : documentaire
- Durée : 45 minutes
- Date de sortie : 1963

## Description
Le film se compose d'un nombre considérable de plans tournés par Jean-Daniel Pollet, dans tout le bassin méditerranéen. Ces images sont montées sur une musique d'Antoine Duhamel et un texte écrit par Philippe Sollers.

## Postérité et influence
Jean-Luc Godard a fait un éloge de Méditerranée dans les Cahiers du cinéma en 1964. Il s'en est d'ailleurs inspiré dans certains plans du Mépris, et a inclus des images du film dans son Film Socialisme (2010).